# Нименский, Анатолий Николаевич
Анатолий Николаевич Нименский (7 августа 1950, Свердловск — 27 ноября 2020, там же) — российский композитор, заслуженный деятель искусств Российской Федерации (2010), профессор УГК им. Мусоргского.
Председатель Уральского отделения Союза композиторов РФ (1995—2001), заведующий кафедрой композиции Уральской государственной консерватории (с 1989 года).

## Биография
Родился 7 августа 1950 г. в Свердловске.
Музыкой начал заниматься с 5-и лет. С 1958 года учился у В. Д. Бибергана по фортепиано, с 1965 — в музыкальной школе-десятилетке при Уральской государственной консерватории им. М. П. Мусоргского на теоретическом отделении. С 1968 по 1973 г. учился в Уральской консерватории по классу композиции, сначала у Н. М. Пузея, затем у В. Д. Бибергана.
С 1972 г. А. Н. Нименский начал преподавательскую деятельность на кафедре композиции УГК, воспитав за годы работы десятки профессиональных композиторов.
Член Союза композиторов СССР (1980), обладатель Гран-при конкурса «Музыкальное приношение Екатеринбургу» (1998), профессор (2000), стипендиат Президента РФ в номинации «Выдающиеся деятели культуры и искусства» (2000), обладатель премии губернатора Свердловской области «За выдающиеся достижения в области литературы и искусства» (2002).
Скончался 27 ноября 2020 года в Екатеринбурге. Похоронен на Широкореченском кладбище.

## Основные сочинения

### Сочинения для оркестра
- 1973 «Драматическая фреска», симфоническая поэма
- 1984 «Русские фанфары» для симфонического оркестра
- 1992 Концерт для 12 духовых инструментов
- 1994 «Канты», концерт для струнного оркестра
- 1996 «Виват», увертюра для оркестра русских народных инструментов
- 1998 «Юбиляции» для симфонического оркестра
- 2000 Камерная симфония для струнного оркестра
- 2001 «Концерт-реквием. Памяти Г. И. Тери» для альта и симфонического оркестра
- 2003 «Старинные предания» для оркестра русских народных инструментов
- 2005 «Козлатория о любви и смерти» для смешанного хора и симфонического оркестра
- 2006—2007 «Симфония таинств» для симфонического оркестра

### Сочинения для хора
- 1972 «Себежские песни», кантата для солистов, хора и симфонического оркестра
- 1980 «Игральные вечерки», концерт для смешанного хора и ударных инструментов
- 1983 «Ермаковы лебеди», сюита для смешанного хора без сопровождения
- 1986 «Девять историй для маленьких и взрослых», концерт для детского хора и инструментального ансамбля на ст. Д. Хармса.
- 1988 Цикл хоровых поэм на ст. Н.Заболоцкого для хора а’ cappella
- 2008 «Концертные песнопения в четырёх кантах» для смешанного хора а’ cappella
- 2010 «Литургия красоты и печали» на ст. К. Бальмонта для смешанного хора а’ cappella

### Камерные сочинения
- 1967 Соната для флейты и фортепиано
- 1968 Вариации на тему уральской народной песни для кларнета и фортепиано
- 1969 «Контрасты», 3 пьесы для фортепиано
- 1970 Секстет для флейты, фагота, 2 скрипок, виолончели и фортепиано
- 1976 Струнный квартет № 1
- 1978 «Перегудки», концертная пьеса для 3 флейт
- 1979 «Коллаж-бурлеска» для трубы и фортепиано
- 1981 «Элегия» для 3 кларнетов
- 1982 «Хороводы», концертная пьеса для 3 труб и 3 тромбонов
- 1983 «Уральские предания», сюита для фортепиано
- 1985 Сонатина для фортепиано
- 1987 «Пасторальная сюита» для 3 валторн
- 1989 Струнный квартет № 2
- 1989 Семь этюдов для фортепиано
- 1990 Соната для фортепиано
- 1993 «Летний день», сюита для фортепиано
- 2001 «Речитатив и токката» для альта и фортепиано
- 2002 «Pezzo concertato», для 12 альтов и контрабаса
- 2004 Струнный квартет № 3
- 2008 «Pro et contra» для маримбы и фортепиано

### Камерно-вокальные сочинения
- 1971 «Антимиры», вокальный цикл для баритона и фортепиано на ст. А. Вознесенского

## Мультфильмы
- 1984 — Воробьишко
- 1984 — Кот в колпаке
- 1986 — Добро пожаловать!

## Высказывания о композиторе
«…Слушая музыку Анатолия Нименского, думаю о том, что написана она не просто талантливым человеком, но большим мастером, которому ведомы тайны музыкантского ремесла. Ремесла в том высоком, почти мистическом смысле, владение которым почиталось в древности знаком особой отмеченности, сопричастности иным мирам. Отсвет личности художника всегда ощутим в музыке Анатолия Нименского. В ней угадываются интеллигентность и достоинство автора, органическая неспособность к насилию и жестокости, к пафосу и внешним эффектам. И еще — внутренняя сила, помогающая в суете и злобе дня оставаться самим собой, не черстветь душой, сберегая её чистоту и мудрость для творчества…»
Татьяна Калужникова, 
музыковед, доктор искусствоведения, заслуженный деятель искусств РФ
«…Творчество Анатолия Нименского — это образец вдохновенной, ответственной и высокопрофессиональной работы. Я не знаю у него ни одного проходного сочинения. Всё что выходит из-под пера композитора — талантливо, ярко, мастерски сделано, увлекает и исполнителей, и слушателей…»
Владимир Кобекин, 
композитор, лауреат Государственной премии СССР, заслуженный деятель искусств РФ, профессор

## Ученики
А. Дианов
А. Сирман
Н. Широков
С. Патраманский
А. Розен
В. Казарин
Э. Шумяцкая
Т. Шкербина
Л. Паутова
А. Пантыкин
О. Пайбердин
К. Невлер
С. Новикова
Т. Якушева
А. Кузьмин
Е. Олёрская
Е. Кармазин
А. Красильщикова
Д. Курбанов
А. Артемов
И. Колованов
В. Лихачева
Я. Зильберман